# Dover (Missouri)
Dover è un villaggio degli Stati Uniti d'America, situato nello Stato del Missouri, nella contea di Lafayette.